# Гаррісон Гарсайд
Гаррісон Гарсайд (англ. Harrison Garside нар. 22 липня 1997) — австралійський боксер, що виступає у легкій ваговій категорії, бронзовий призер Олімпійських ігор 2020 року.

## Любительська кар'єра
Чемпіонат світу 2017
- 1/16 фіналу: Програв Карену Тонакяну (Вірменія) — 2-3

Чемпіонат світу 2019
- 1/16 фіналу: Переміг Мулумбу Мбає (Демократична Республіка Конго) — 5-0
- 1/8 фіналу: Програв Іллі Попову (Росія) — 1-4

Олімпійські ігри 2020
- 1/16 фіналу: Переміг Джона Уме (Папуа Нова Гвінея) — 5-0
- 1/8 фіналу: Переміг Джонаса Джуніуса (Намібія) — 5-0
- 1/4 фіналу: Переміг Закіра Саффіуліна  (Казахстан) — 3-2
- 1/2 фіналу: Програв Енді Круз Гомесу (Куба) — 0-5